# Rhytidodus decimusquartus
Rhytidodus decimusquartus är en insektsart som först beskrevs av Franz Paula von Schrank 1776.  Rhytidodus decimusquartus ingår i släktet Rhytidodus, och familjen dvärgstritar. Arten är reproducerande i Sverige.